# Дамгор, Пребен
Пребен Дамгор (дат. Preben Damgaard; 23 августа 1963 — 4 декабря 2022) — датский предприниматель в области IT.
В 1982 году окончил гимназию в Сёборге (коммуна Гладсаксе), затем учился в Копенгагенской школе бизнеса, получив диплом бакалавра по деловому управлению (1985) и диплом специалиста в области информатики и бухгалтерии (1987).
В 1984 году вместе со старшим братом, инженером и программистом Эриком Дамгором основал компанию Damgaard Data. Продуктом компании была компьютерная программа Danmax — система управления трудовыми ресурсами и финансовым менеджментов (ERP). Удостоверившись в жизнеспособности своей бизнес-идеи после того, как за первые десять дней датские предприниматели приобрели 40 экземпляров программы, братья продолжили развитие компании, и через два года, когда была выпущена её многопользовательская версия Concorde для операционной системы Novell NetWare, на Damgaard Data работало уже более сотни дилеров по всей Дании. В 1997 году братья Дамгоры были удостоены датской национальной IT-премии. В 1998 году в сотрудничестве с IBM была выпущена ERP-система Axapta, которая в дальнейшем легла в основу программного решения Microsoft Dynamics AX. В 1999 году акции Damgaard Data были размещены на фондовой бирже. К этому времени в компании работало 500 сотрудников, а её оборот составлял 500 миллионов датских крон.
В 2000 году было произведено слияние Damgaard Data с другой датской IT-компанией, работавшей в той же области, — Navision Software. В 2002 году объединённая компания была приобретена американской корпорацией Microsoft, что сделало Пребена Дамгора первым датским IT-миллиардером; тем не менее, Дамгор остался работать в штате корпорации, а затем через новую фирму Damgaard Company занимался инвестированием в различные стартапы в IT-сфере. По мнению Ханса Петера Беха, начинавшего свою карьеру в Damgaard Data, именно коммерческое чутьё Пребена Дамгора обусловило рост и развитие компании.